# Rohuneeme
Rohuneeme är en ort i kommunen Viimsi vald i Harjumaa utmed Estlands nordkust. Antalet invånare är 316. Rohuneeme ligger på halvön Viimsi poolsaar vid dess norra udde som heter Rohuneem. Utanför udden ligger Ulfsö. 
Terrängen runt Rohuneeme är platt. Närmaste större samhälle är Tallinn, 13,5 km söder om Rohuneeme.
Klimatet i området är tempererat. Årsmedeltemperaturen i trakten är 5 °C. Den varmaste månaden är augusti, då medeltemperaturen är 17 °C, och den kallaste är februari, med −2 °C.